# Stranka prava
 Ovo je glavno značenje pojma Stranka prava. Za druga značenja pogledajte Stranka prava (razdvojba).
Stranka prava je bila hrvatska politička stranka desnog centra koja je od 1861. djelovala na području Banske Hrvatske, a utemeljio ju je Ante Starčević. U njezinu temelju bilo je zastupanje hrvatskoga državnog prava.

## Pravaška ideologija
U drugoj polovici 19. stoljeća, poslije ukidanja Bachova apsolutizma i povratka ustavnosti 1860. godine, u stranačko-političkom životu Hrvatske i Slavonije vladalo je kaotično stanje. Na pitanju odnosa Hrvatske prema Austriji i prema Ugarskoj dolazi u dvjema glavnim strankama, u Narodnoj (Strossmayerovoj) i u Unionističkoj (mađaronskoj), do trajnog previranja i unutarstranačkih rascjepa. U takvom se ozračju 1861. pojavljuje Stranka prava. Osnovno načelo nove stranke bilo je: "Ni pod Beč ni pod Peštu, nego za slobodnu i samostalnu Hrvatsku!" Stranka prava postala je jedna od najutjecajnijih političkih organizacija toga doba u Hrvatskoj, zahvaljujući prije svega držanju dvojice svojih osnivača i vođa: Anti Starčeviću i Eugenu Kvaterniku. 19. stoljeće često se dijeli na razdoblja ranoga i zreloga hrvatskog nacionalizma. Za prvo, rano razdoblje vezuje se ilirsko-narodnjačka ideologija, dok je drugo razdoblje zreloga hrvatskog nacionalizma, vezano uz ideju pravaštva. Pravaški pokret nosio je interes novog sloja, srednje klase, koja se je oblikovala u društvu nakon ukidanja feudalnih odnosa, u sklopu procesa stratifikacije hrvatskog društva, koje je počelo postupno gubiti ranija obilježja duboko polarizirana društva.  Njihova ideologija imala je zadaću ubrzanja procesa stvaranja hrvatske nacije, koji je prema njihovu shvaćanju trebao završiti jedino u samostalnoj hrvatskoj državi. Ideal buduće hrvatske države bio je Starčeviću i Kvaterniku apsolutan kriterij za vrednovanje svega što se događalo u njihovo vrijeme i što se moglo nazrijeti u prošlosti. Oni su bili uvjereni da se duh naroda, tj. njegova bit izražava u tijeku njegove povijesti, u njegovim srednjovjekovnim ustanovama, u državotvornim pokušajima, u narodnim običajima, u jeziku, književnosti i umjetnosti. Vjerovali su da voljne snage nemaju svoj osnovni izvor u svijesti pojedinca, nego u naciji, koju su doživljavali kao osobu s biografijom. Stoga su Kvaternik i Starčević smatrali da su njihove misli sinteza duha hrvatskog naroda. U njihovoj predodžbi Stranka prava nije bila nikakva politička stranka, nego načelan izraz duha hrvatskog naroda, jedino jamstvo za konačno ostvarenje misije hrvatskog naroda u njegovoj samostalnoj državi.
Starčević, koji je svoju misao počeo formirati još u ranim 50-im godinama 19. stoljeća, bio je uvjeren da su godine tuđinske premoći, potlačivanja i sprječavanja slobodna razvoja ostavile traga na naravi ljudij koju on karakterizira kao „deformiranu“. Prema tome stvaranje homogena naroda – osobe u samostalnoj hrvatskoj državi njemu je bila ona poluga koja je jedina mogla potaknuti povratak Hrvata osnovnim etičkim vrednotama. U pojedinca taj proces prema moralnom usavršavanju mogao je početi tada kad shvati pravaški nauk, tj. kad nadvlada deformaciju "svoga ja" i počne se osjećati Hrvatom s misijom stvaranja samostalne države. Na formiranje Starčevićeve ideologije uvelike je utjecalo neslaganje sa Šafařikom i njegovim teorijama zajedničkog srpskog imena Slavena. Šafařik je također dokazivao slavenstvo starih Ilira, od čega je kasnije odustao Uz Šafařika, Starčević se uvelike protivio Vuku Karadžiću i njegovu članku Srbi svi i svuda, iz 1836., u kojem svrstava sve štokavce među Srbe, kajkavce u Slovence, a čakavce smatra ostatcima Hrvata, o kojima je pisao još Konstantin VII. Porfirogenet. Usto je Starčević vidio i problem u različitom tumačenju pojedinih povijesnih osoba i događaja te je s vremenom počeo upotrebljavati izraz „pravi Hervat“,  koji je očigledno predstavljao svakog Hrvata koji je, prema njemu, posjedovao svijest o svom narodu–osobi. 
Eugen Kvaternik je, isto kao i Starčević, imao velik utjecaj na stvaranje pravaške misli. Njegova ideja napretka proizašla je prije svega iz shvaćanja prošlosti. Hrvati su, prema Kvaterniku, postigli svoje povijesno pravo „prvobitnom, prirodnom, pravednom i neosporivom stečevinom“ za svojih seoba u 6. i 7. stoljeću, tj. silom oružja i narodnim junaštvom. Kvaternikove ideje i stavovi bili su uvelike prožeti idealima Francuske revolucije te želje za sličnim djelovanjem i u Hrvatskoj. Time se i razlikovao od Starčevića, koji je rekao: „Od stotine buna jedva da jedna ispadne dobro po narod, stoga ja bih rekao da su one po narode ubitačnije nego prijestolja.“
Pravaška ideologija u svim svojim oblicima, vođena od pravaških mislioca kao što su Stačević, Frank, Horvat, Pilar, Milobar i Štadler temeljit će se na liberalnom ili konzervativnom pogledu unutar parlamentarnog monarhizma, naspram republikanizma. Bilo kao nezavisnoj Kraljevini Hrvatskoj ili kao riješavanju hrvatskog pitanja kroz Trijalizam unutar Habsburške monarhije.

## Pravaška ideologija (monarhizam)
U početku Starčević se zalagao i podržavao Ilirski pokret, kasnije preuzima poglede iz francuskog razdoblja vezana uz nacionalizam i liberalizam, u pogledu na slobode i prava naroda i nacija, vjerski pluralizam i parlamentarni monarhizam.
U pogledu na državno pravo i idealni državni ustroj, smatrao je da Hrvatska treba biti suverena, liberalna i nacionalna parlamentarna monarhija naspram republike. U kojoj suverenost Vladara dolazi iz naroda, umjesto Crkve i aristokracije

## Pravaška ideologija (republikanizam 1919.)
Nakon ukidanja Stranke prava 1918., novi politčki kurs vode Vladimir Prebeg i Ante Pavelić, budući poglavnik NDH, koji osnivaju Hrvatsku stranku prava. Ta stranka počiva na Republikanskom programu donesenom iste 1919. Taj program čini najveće odstupanje od stračevićanske misli još od vremena odvajanja milinovaca. Ponajprije odbacuje Stačevićevu, Frankovu, Horvatovu, Pilarovu, Milobarovu i Štadlerovu formu koja će se odvijati oko liberalizma, konzervativizma i monarhizma. Ideologija u novom političko-ideološkom diskursu temeljit će se na republikanizmu i nacionalizmu.

## Hrvatski sabor 1861.
Na temelju izbornog reda iz 1848. godine, 15. travnja 1861. sastao se je Hrvatski sabor. Narodni zastupnici bili su najugledniji članovi inteligencije, svećenstva, aristokracije i predstavnici Vojne krajine. Sabornica je postupno postala mjesto sukoba različitih mišljenja o položaju Hrvatske u Austrijskoj Carevini. Uglavnom je dolazilo do podjele na dvije strane: na konzervativno plemstvo i liberalno građanstvo. Ta je atmosfera predstavljala podlogu za prvi službeni nastup pravaške ideologije. Na temelju naloga Franje Josipa, Hrvatski sabor počeo je raspravljati pitanje odnosa između Hrvatske i Ugarske.
Po tom pitanju dolazi do formiranja triju struja, koje će ostati ključne u hrvatskoj politici do kraja Monarhije. Prva struja, Narodna stranka, nastojala je postići što širu autonomiju, prilagođavanjem konkretnim političkim prilikama, koje su se stalno mijenjale; druga struja, Unionistička stranka, čvrsto se držala što uže veze s Ugarskom, pomišljajući na određenu autonomiju Hrvatske samo u okviru jedinstvene Ugarske; treća struja, Stranka prava, izjašnjavala se za ideal samostalne hrvatske države izvan okvira Austrijske Monarhije (jedina veza s ostalim zemljama imao je biti zajednički vladar, ali je Kvaternik u političkoj praksi stajao pred problemom manjeg ili većeg odstupanja od proklamiranog „potpunog suvereniteta“ hrvatskog naroda). 
Tada većinom glasova Sabor prihvaća poznati članak 42, što su ga predložili Strossmayer i njegovi sljedbenici, a sastavio ga je Ivan Mažuranić. Ta je saborska odluka kasnije dobila kraljevo odobrenje. Zaključeno je da je događajima iz 1848. prestala svaka državnopravna veza između Ugarske i Trojedne Kraljevine, koja uključuje uz Hrvatsku i Slavoniju još i Dalmaciju, Rijeku, Vojnu krajinu te Međimurje. Jedini izuzetak bila je kraljeva osoba, koja je krunidbom za ugarskog kralja postajala i kraljem Hrvatske. Sabor uvažava prošli zajednički ustavni život Trojedne Kraljevine i Ugarske i izražava spremnost Trojednice da stupi u „još užju državno-pravnu svezu,“ ali samo ako kraljevina Ugarska prije pregovora prizna njezinu samostalnost i njezin naznačeni teritorijalni opseg.  Prije usvojenja ovog članka odbijen je Kvaternikov prijedlog koji je želio dati načelno rješavanje odnosa između Hrvatske prema Austriji i prema Ugarskoj. 
Kvaternik je najveći trag ostavio govorom od 18. lipnja, kojim je iznio svoje i pravaške stavove. On je tu preporučivao taktiku „muževnog čekanja“, koja je više bila obilježje Starčevićeva političkog profila, a manje je odgovarala njegovoj želji za brzom političkom ili diplomatskom akcijom. Kvaternikove ideje nadopunio je i prihvatio Starčević. On je na Saboru ponovio i još više zaoštrio svoje stavove iznesene još u Riječkim predstavkama. Njegovim govorom dominira mržnja prema Austriji i uvjerenje da su svi narodi Monarhije sužnji. Tada je prvi put istaknuta krilatica koja je i simbolički označavala pravo hrvatskog naroda na slobodu, tj. da nad sobom priznaje samo Boga:
Sam Sabor raspušten je Kraljevskim otpisom od 8. studenoga 1861.

## Pravaši i novo državno ustrojstvo
Kao ni Bachov apsolutizam, ni Metternichova centralistička politika nije doživjela veći uspjeh. U želji da se učvrste unutarmonarhijske prilike uoči nadolazećeg rata s Pruskom i Italijom, Franjo Josip morao je pristupiti pregovorima s mađarskim prvakom Ferencom Deakom, koji je očito promijenio stav u odnosu na 1848.
Hrvatski sabor sastao se u studenome 1865., da bi odredio svoj stav o zajedničkim poslovima monarhije, da bi se izjasnio o odnosima Hrvatske i Ugarske i da bi poslao svoje predstavnike u Ugarski „krunidbeni“ sabor. Većina zastupnika tada je prihvatila adresu izrađenu od strane Račkoga, kojom je većina Hrvatskog sabora napustila svoje odbijanje zajedničkih poslova s Austrijom iz 1861., pa je vladar u svom odgovoru na adresu naredio da se izabere odbor koji bi pregovarao s odborom Ugarskog sabora o odnosima između Hrvatske i Ugarske i zajedničkim poslovima Monarhije, no ti razgovori ubrzo propadaju. 
Već potkraj lipnja 1866., na početku Austrijsko-pruskog rata, mađarski su predstavnici pregazili hrvatsku državnost u nacrtu za Austro-ugarsku nagodbu. S obzirom na poraz Austrije od Pruske, Austrija se morala, da bi učvrstila svoj položaj, okrenuti Ugarskoj. Poraz Austrijskog Carstva u svakom je slučaju pobudio nade protivnika u njegovu skoru propast. Na to su računali i pravaši, a i predstavnici Strossmayerove stranke. Starčević je djelovao na buđenju svijesti u Hrvatskoj. U težnji da podigne i učvrsti hrvatsku nacionalnu samosvijest, Starčević je naročito nastojao uvjeriti Hrvate da su oni po svojem podrijetlu gospodujući narod i da je „robovanje“ Beču i Pešti u punoj suprotnosti s duhom hrvatskog naroda. Austrija je također podilazila narodu, potičući mitove o Nikoli Šubiću Zrinskom i Josipu Jelačiću. Starčević i Kvaternik tome suprotstavljaju pogibiju Petra Zrinskog i Fran Krste Frankapana. 
Prihvaćanjem Austro-ugarske nagodbe u Austrijskom vijeća i Ugarskom saboru, mogućnosti ujedinjenja hrvatskih zemalja uvelike su se smanjile. Dalmacija i Istra našle su se u austrijskom dijelu novonastale Austro-Ugarske Monarhije, a Hrvatska i Slavonija u ugarskom. Vojna krajina i dalje je bila pod izravnom bečkom upravom. 
Na Saboru koji je zasjedao 1. svibnja 1867. govorio je i Starčević, izjasnivši se protiv zajedničkih poslova. Tada na scenu stupa novo pravaško oružje – političko-satirički list Zvekan, koji je bio dostupan samo užem krugu čitateljstva, no njegov utjecaj je bio velik. Vlasnik i urednik bio je Marko Manasterioti, no stvarna duša i glavni autor lista bio je Starčević. Također je važno napomenuti da je budući ban Levin Rauch dao znatnu materijalnu pomoć listu, zbog čega je list i počeo izlaziti. Najznačajniji Starčevićev spis u Zvekanu bio je Bi-li k Slavstvu ili ka Hrvatstvu, koji predstavlja kamen temeljac za razumijevanje njegova ideološkog sustava. Godinu dana kasnije zamjenjuje ga politički časopis Hervat, urednika i izdavača dr. Ivana Matoka, a u kojem su većinom pisali Ante Starčević i Eugen Kvaternik. Izašao je neposredno nakon objavljivanja kraljeve sankcije Hrvatsko-ugarske nagodbe, s dodanom „riječkom krpicom“ (18. studenoga 1868.). U prvom broju objavljen je programatski spis pravaša, koji je napisao Starčević, a datiran je 30. rujna 1868. (Hrvatsko-ugarska nagodba je sklopljena 24. rujna). Uz hrvatsko državno pravo, u spisu veliku važnost ima i načelo narodnosti. U srpnju 1869. obustavljeno je izlaženje lista, no pravaši su nastavili s izdavanjem Hervata, samo pod nazivom Hervatska, pod uredništvom Vjekoslava Bacha. Prestaje izlaziti početkom 1870., a nakon godinu dana vraća se kao tjednik. Godine 1868., nešto prije Starčevićeve brošure Ime Serb, Kvaternik izdaje jedan od svojih najznačajnijih spisa – Istočno pitanje i Hrvati. Kvaternikovo stajalište bilo je sasvim jednoznačno: pravo na Bosnu i Hercegovinu, po njemu, na osnovu etničkog i povijesnog prava, ima isključivo Hrvatska. Uvjeravao je hrvatsku javnost da je „jugoslovenština“ ustvari isto što i „srbština“, koja teži uništenju hrvatske nacije, a u krajnjoj konzekvenci isto što i „ruština.“ Također je 1868. godine sprovedena u život Hrvatsko-ugarska nagodba, u čijem je sastavljanju glavnu riječ imala ugarska deputacija, a što će kasnije imati važnu ulogu u rastu popularnosti pravaša, zbog gubitka bilo kakve samostalnosti i državne individualnosti Hrvatske. Zbog toga, godine 1871., Kvaternik započinje poznatu Rakovičku bunu, no ona je odmah ugušena, a on sam ubijen. Zbog pobune pravaši doživljavaju zatvaranja i velik progon od strane vlasti te stranka privremeno zamire.

## Vrhunac pravaškog doba
Učvršćenjem dualističkog modela vlasti unutar Monarhije, predstavnici mađarske vladajuće klase bili su svjesni da moraju revidirati nagodbu s Hrvatskom. Svi financijski i gospodarski poslovi bili su u rukama organa ugarske vlasti, a o banu je odlučivao i dalje ugarski ministar predsjednik. U želji modernizacije Hrvatske, reformiranja uprave, sudstva i prosvjete nova je vlada, na čelu s Mažuranićem, u razdoblju 1873. – 1875. obavila zamašan zakonodavni rad. Hrvatska i Slavonija tada doživljavaju brz razvoj, puno brži od primjerice Dalmacije, no nastavlja se i nezadovoljstvo općim stanjem i nastavkom postupne mađarizacije.
Već 1875. pravaška skupina držala je da se može vratiti u politički život, no Starčević se nije kandidirao. Umjesto sebe preporučio je Frana Folnegovića, koji je doista bio izabran u sesvetskom kotaru. On je bio protivnik Narodne stranke, ali nije mogao djelovati s pozicija Starčevićeva nauka. Osim od Folnegovića, poticaj za obnovu Stranke prava došao je i od riječkog odvjetnika Erazma Barčića, prvaka riječkih i primorskih Hrvata. Uspon Rijeke, kao luke mađarskog kapitala, pritisak na Hrvate i hrvatski kapital u Rijeci, ubrzan nazadak nekad relativno razvijene privrede u Hrvatskom primorju, sve je to izazivalo veliko nezadovoljstvo i sklonost pravaškoj promidžbi. Istovremeno se u političkom životu pojavljuje i osječki odvjetnik dr. Josip Frank, koji će kasnije imati velik utjecaj na samu stranku. 
Uz njih najveći oslonac pravaške ideologije sedamdesetih bila je studentska mladež, okupljena oko lista Hervatska. Kasnije mladi pravaši nagovaraju Antu Starčevića da dopusti izdavanje pravaškog lista Sloboda te pomogne obnovi Stranke prava i pravaškog lista. Prvog rujna 1878., nedugo nakon okupacije Bosne i Hercegovine, pojavio se je na Sušaku novi pravaški list – Sloboda. Pojavom Slobode počeo je proces prodiranja pravaške ideologije u sve pore društva, osim među najviše slojeve. No Sloboda je najznačajnija bila po tome što se, nakon razočaranja u Francuskoj, Starčević okreće „rusofilstvu“ i nadi da će Rusija ratno poraziti Austriju te da će se Hrvatska napokon osamostaliti, usprkos dotad iskazanoj mržnji prema njoj. Druga značajna stvar bila je napuštanje teorije o „slavoserbskoj“ pasmini te promjena odnosa prema Srbima. No unutar stranke sukobi između Starčevića i Folnegovića te Starčevića i Barčića bili su stalni, tako da su usporavali djelovanje stranke. Nakon izbora za Sabor 1878. i izbora petorice pravaša za saborske zastupnike, velik broj unionista pristupa Stranci prava, pod utjecajem općeg nezadovoljstva Mažuranićevom Narodnom strankom. Najznačajniji nekadašnji unionisti, a sad okorjeli pravaši postali su zagrebački senator Đuro Deželić te barun Đuro Rukavina, koji je kasnije izabran za predsjednika Kluba Stranke prava u Hrvatskom saboru. Stranka prava postala je prvi masovni pokret u hrvatskome političkom životu, to jest predstavnica općeg nezadovoljstva, ali bez programa i prave stranačke organizacije.
Vidjevši koliko je stanje ozbiljno, Starčević opet preuzima ključnu ulogu i istupa s posebnim nacrtom adrese. Adresa je bila formulacija pravaške ideologije kao i predstavke iz 1861. Starčević u njoj nije spominjao one svoje stavove koji su mogli odbiti mnoge potencijalne pristaše (npr. teoriju o „pasmini slavoserbskoj“) te je, za razliku od razdoblja 1867. – 1871. otvoreno kritizirao dualizam i dao realne ocjene njegovih posljedica. Osnovni sadržaj Starčevićeve adrese bio je prosvjed uime suverena hrvatskog naroda, s kojim njegov stvarno apsolutistički vladar i njegovi pomagači postupaju kao s posljednjim podanikom. Svoje tumačenje opravdao je stavom da je Hrvatska samostalna država, koja nema nikakve veze s ostalim zemljama Monarhije i da se zato ne smije popustiti od njezinih prava. Saborsko izaslanstvo izručilo je adresu većine Franji Josipu. Uspon pravaštva nakon izlaska Slobode nadopunila je skupštinska akcija 1879., kad je opet postalo moguće održavanje javnih skupova.

## Vladavina Khuena Héderváryja i program iz 1894.
Godine 1880. umjesto Mažuranića za bana dolazi mađaron Ladislav Pejačević, koji zabranjuje list Sloboda, uhićuje članove i simpatizere Stranke prava i vrši druge oblike pritiska. Na izborima 1881. postalo je očito da pravaši imaju simpatizere u svim slojevima, pa tako i svećenstvu, premda je Starčević zastupao neke antiklerikalne stavove.   
Već 1882. godine gospodarski i politički pritisak ugarske vlade i njezino sustavno kršenje Nagodbe, a osobito postupna zamjena hrvatskih natpisa dvojezičnim, hrvatsko-mađarskim natpisima, što je bilo potpuno nezakonito, doveli su do velikih demonstracija, u kojima su važnu ulogu odigrali pravaši. Ogorčenje se prenosi i na selo, pogotovo u Zagrebačkoj i Varaždinskoj županiji. No javni prosvjedi su ubrzo ugušeni.
Ugarska vlada tad (1. prosinca 1883.) za bana imenuje mađarskoga grofa Károlya (Dragutina) Khuen-Héderváryja, koji je imao gotovo diktatorske ovlasti te zadaću da "umiri" Hrvatsku i koji će ostati na mjestu bana sljedećih dvadeset godina (1883. – 1903.). On je tvrdio da su nemire 1883. organizirali upravo pravaši, no to nije dokazano. Starčevićev negativan stav prema dinastiji i Franji Josipu imao je sve širu podršku, pa i među predstavnicima klera nesklonima Monarhiji. Za razliku od Starčevića, većina klera tada je zastupala trijalističko uređenje Monarhije.
Na izborima 1884. godine, unatoč pritiscima, stranka doživljava svoj najveći uspjeh. Osvojila je 24 mjesta u Saboru, te je Hinko Hinković izradio adresu kralju koja je snažno naglasila samostalnost hrvatskog naroda, osudila dualizam i istaknula njezino štetno djelovanje i za Ugarsku. Zahtijevala je ujedinjavanje svih hrvatskih zemalja, uključujući i Bosnu i Hercegovinu i slovenske pokrajine. No ban Khuen-Héderváry već je bio ovladao Narodnom strankom te su mu se pridružili i mnogi srpski zastupnici. S takve pozicije Khuen odgovara novim saborskim poslovnikom i pravom da predsjednik Sabora može ukloniti svaku opoziciju. Uskoro je reformirao upravu i sudstvo (1884. ukinuta je porota na 3 godine, 1887. produljena je ta odluka još 3 godine) te je od njih načinio poslušan aparat, koji je imao zadaću potiskivanja svakog otpora režima.
Stranka prava u takvoj situaciji se više nije mogla razvijati na osnovi čista Starčevićeva nauka te su se 1887. nalazili pred prihvaćanjem svojega prvog službenog programa, tj. zalaganja za djelomičnu hrvatsku državnost u okviru Monarhije. Pravaštvo se otada uvelike širi kao pokret ne samo među građanstvom nego i seljaštvom, pogotovo u Hrvatskoj i Slavoniji, ali i u Istre, Dalmacije i Bosni i Hercegovini. U skladu s tolikim pristašama, sam ideal postao je nedovoljan te je bilo krajnje vrijeme da pokret preraste u stvarnu stranku. Ljeti 1889. prekinuto je izlaženje lista Hervatska, koji je bio službeno pravaško glasilo. U tako teškoj situaciji Fran Folnegović laća se posla. Sada je bilo stanje zrelo za otvoren istup, što on i čini, ali uvlači i Josipa Franka u Stranku prava. Frankovom pomoći Hervatska ponovno izlazi te Folnegović u njoj ima prigodu iznijeti svoje stavove.
Za Folnegovićeve su planove bila opasna dva pravaška prvaka: David Starčević i Erazmo Barčić. Oni su bili pobornici starih pravaških načela te su se protivili unutarstranačkim polemiziranjima, koja su otežavala djelovanje protiv režima. Smjer modernog pravaštva, što su ga zastupali Folnegović i Frank, postajao je sve jasniji: kad ne ide drugačije, neka najprije Monarhija kao velika sila riješi svoje probleme uz pomoć Hrvata, a kasnije će se valjda dopustiti proširenje autonomije i sjedinjenje Hrvatske i Slavonije s Dalmacijom. Frankov praktični duh bolje je odgovarao željama pravaške buržoazije, pogotovo zato što nikakvo čekanje na vanjske događaje više nije dolazilo u obzir. Sve potrebe građanstva također je dobro shvaćao Folnegović, koji se bavio kupoprodajom zemljišta i profitirao pri gradnji željeznica i parcelizaciji imanja u Hrvatskom zagorju. To je sve bilo prilično daleko od ideala Ante Starčevića. Frank se uglavnom svojim govorima obraćao sitnom građanstvu, no Stranka se morala povezati s onima koji su bili ekonomski jači, tj. sa srednjim građanstvom, koje će imati ključnu ulogu nakon raskola koji će uslijediti. Nezadovoljstvo prvaka Stranke prava s Frankom imalo je korijen u činjenici što on s pravaškom predajom nije imao mnogo veze, ali i u njegovu židovskom podrijetlu. Njegov položaj postupno se je učvršćivao te je postao prva osoba stranke. Stranka je pod njegovim vodstvom imala umjeren dualistički stav, a što, naravno, nije javno priznato. Stranka prava bila je tad još samo pokret koji se držao na okupu zajedničkom velikom željom za samostalnom državom. Formulacija programa bila je nemoguća, jer je bi on morao biti okarakteriziran kao veleizdajnički prema Monarhiji i zato nije slučajno da je Stranka prava proglasila novi službeni program tek kada je prihvatila rješenje hrvatskog pitanja u okviru Monarhije – 1894. godine.

## Pravaštvo u Dalmaciji
Početkom 1890-ih pravaška politika naišla je na pozitivan odjek u Dalmaciji. Nakon završetka narodnog preporoda, kada je osnovana posebna Srpska stranka i kad je 1882. u narodnjačke ruke došla i splitska općina, stvoreni su uvjeti za razvoj pravaštva. Pravaštvo je, zapravo, bilo odgovor na narodnjački neuspjeh u sprječavanju gospodarske stagnacije. Sam Starčevićev nauk u Dalmaciji nije bio poznat, pa se pravaštvo pojavilo kao kombinacija Starčevića i narodnjaka Mihovila Pavlinovića. Ta ideja imala je izrazit utjecaj na mlade intelektualce i srednjoškolce, među kojima je bio i Frano Supilo.
Svećenik Ivo Prodan prvi se javno izjasnio kao pravaš. On je stavio pravaštvo u okvir političkoga katolicizma, kao težnje za vodstvom organizirana katoličkog djelovanja, na čelu sa svećenstvom, na svim područjima društvenoga života. Prodan je objavio i svoj politički program, koji nije imao puno dodirnih točaka sa Starčevićevim naukom, osim sjedinjenja Dalmacije s Hrvatskom. Zbog neslaganja s liberalnom strujom dalmatinskih pravaša, Prodan je osnovao zasebnu, Čistu stranku prava (1898.)
Supilo je pak bio načisto s tim da je originalno pravaštvo samo narodno vjerovanje. Želio je Starčevićev radikalizam zamijeniti realnom politikom, koja bi vodila samostalnoj Hrvatskoj. Htio je stvoriti uvjete da suvereni hrvatski narod stvori vlastitim snagama svoju samostalnu državu.

## Put prema raskolu i kraju
Prije kraja Starčevićeva života kristaliziraju se razlike i sukobi sljedbenika pravaške ideologije. Stari i bolesni Starčević postao je oruđe u rukama Franka, što je izazivalo ljutnju i osude Barčića, Supila i drugih. Usto je u jeku bila borba za njegovo nasljedstvo te je raskol unutar stranke bio neminovan, jer su i Folnegović i Frank pretendirali na to mjesto. Prvo je iz stranke istupio Rukavina, koji je bio predsjednik Kluba, a nakon njega i David Starčević. Negodovanje su očitovali i dalmatinski odbori. Djelatnost „kolovođa“ Stranke u Zagrebu jasno pokazuje da njihova aktivna politika stoji u očitoj oprjeci s prošlošću i s tradicijama Stranke prava, jer vodi političkomu oportunizmu. Pri otvaranju Starčevićeva doma glavnu riječ imao je Folnegović, o kojem sam Starčević nije imao pozitivno mišljenje. Taj govor donio mu je prednost u odnosu na Franka, pa je do raskola moralo doći.
Za vrijeme posjeta Franje Josipa Zagrebu, 1895., skupina studentske mladeži spalila je pred Jelačićevim spomenikom mađarsku zastavu. Među njima bili su i Frankovi sinovi, a i Stjepan Radić. Frank i Folnegović su se razilazili po pitanju vodstva stranke, a od 1894. i različitih taktičkih položaja. Dok je Frank, pod dojmom sukoba mađarske Liberalne stranke i dinastije, računao na promjene i nije se htio više vezati uz postojeći sustav, Folnegović je ostajao striktno u dualističkim okvirima i htio je udobrovoljiti upravo stupove sustava i otvoriti put režimskoj dualističkoj Stranci prava. U skladu sa svojim stavovima Folnegović je osudio čin mladeži, iako je znao da je sva javnost uza nju i da Frank samo čeka takav istup. Naravno da su i svi pravaši osudili Folnegovićevu izjavu. Dan nakon Folnegovićeva govora Ante Starčević, zajedno s Frankom, Eugenom Kumičićem i Milom Starčevićem, istupa iz Stranke i osniva novu stranku – Čistu stranku prava. Folnegović dobiva potporu većine u Stranci prava, a njegova frakcija, koja je ostala voditi stranku, naziva se domovinašima, prema svojem glasilu Hrvatska domovina. Domovinaši nisu imali vođu, već su bili skupina različitih shvaćanja.

## Nova stranka i politički zaokret
Starčevićevom smrću (1896.), previranja u pravaškom pokretu, koja su ga slabila, samo su se produbila. Sve struje pozivale su se na Starčevića, ali jedni su izlaz vidjeli u čvršćem povezivanju s Bečom, radikalizirajući odnos prema Srbima u Hrvatskoj, a drugi su tražili povezivanje s Južnim Slavenima, gledajući u Austro-Ugarskoj najvećeg neprijatelja.
Devedesetih godina Stranka prava, ujedinjena u stalnu izbornu koaliciju s Neovisnom narodnom strankom (obzoraši, prema listu Obzor; odvojili su se od Narodne stranke zbog njezina mađaronskog zaokreta), kreće korak dalje od isključive državnopravne politike. Na izborima 1897. izabrana su svega dva zastupnika Čiste stranke prava – Frank i Mile Starčević, dok je koalicija domovinaša i obzoraša dobila 26 mjesta. Zaslugom Napredne omladine, koalicija domovinaša i obzoraša konstituirala se je u siječnju 1902. kao jedna stranka, nazvana Hrvatska opozicija. Želeći zbiti redove i jedinstveno nastupiti protiv bana Khuena i promađarskog režima, novoj stranci se priključuje i Čista stranka prava, zajedno s dalmatinskim i istarskim pravašima, u siječnju 1903., a nova stranka se je nazvala Hrvatska stranka prava. Kao program uzet je već postojeći program iz 1894.
Zbog općeg nezadovoljstva i sve većeg, poglavito financijskoga mađarskog pritiska dolazi do tzv. narodnog pokreta 1903. godine. Zbog nepovećavanja proračuna punih šest godina i drugih problema, u Zagrebu se je okupila javna skupština, tražeći odlazak bana. Istodobno je zabranjeno djelovanje oko 50 skupština koje su bile sazivane izvan Zagreba, pa je nezadovoljstvo ubrzo izišlo na vidjelo. Došlo je do demonstracija i otvorene pobune diljem Banske Hrvatske. Sustavno gušenje od strane vlasti nije uspjelo dok se pokret nije sam smirio, nakon čega je ban bio prisiljen odstupiti. 
Narodni pokret je imao izuzetne posljedice: povezao je političke i nacionalne snage Hrvatske i Slavonije s onima u Dalmaciji, otvorio je vrata suradnji između Hrvata i Srba, bio je dio procesa koji je postavio na dnevni red južnoslavensko pitanje kao cjelinu, a potaknuo je i pojavu novih političkih skupina. Na temelju Riječke i Zadarske rezolucije započinje tzv. politika novoga kursa, koja se temelji na suradnji Hrvata sa Srbima, koji su dotad podupirali mađarone, ali i zajedničkog oslanjanja na Ugarsku. Tako nastaje Hrvatsko-srpska koalicija (1905.) između hrvatskih i političkih stranaka u Hrvatskoj, a predvodi ju Hrvatska stranka prava. Za HSP je to potpun politički zaokret jer se Srbi sad priznaju kao politički narod u Hrvatskoj i govori se o zajedničkoj državi Južnih Slavena, a ne više o samostalnoj Hrvatskoj. Na temelju zbivanja u Banskoj Hrvatskoj, 1905. godine dolazi i u Dalmaciji do spajanja Stranke prava s Narodnom hrvatskom strankom, pod nazivom Hrvatska stranka. Ona traži sjedinjenje Hrvatske, ali i jedinstvo Hrvata i Srba.

## Novi raskoli i nove pravaške stranke
Ne mogavši se složiti s novim političkim smjerom i ideologijom, pripadnici Čiste stranke prava iste godine istupaju iz HSP-a i dalje djeluju kao samostalna stranka, pod Starčevićevim parolama. Te iste, 1905. godine, okuplja se oko Franje Ferdinanda tzv. velikoaustrijski krug, nesklon Mađarima. Tom krugu okreće se Josip Frank, kao Starčevićev nasljednik na čelu Čiste stranke prava, očekujućin podršku protiv Mađara i "srbofila", ako je nazivao koalicionaše. Frankova djelatnost je bila otežana jer se potkraj 1906. njegova stranka nalazila pred novim raskolom, za što je bilo mnogo razloga. Protivnici Franka bili su Mile Starčević i Ante Pavelić (stariji), koji su težili da se Frank povuče zbog svog djelovanja za vlastite interese, a ne stranačke. Frank kojem su vlastiti ljudi okrenuli leđa podilazi bečkom dvoru i poduzima razne akcije da se u Hrvatskoj intervenira carska vojska. 
Tada se kod Frankovih suradnika i radikalne pravaške mladeži, zvane Mladohrvati, pojavljuje želja za „povratkom“ Anti Starčeviću, jer im se Frankovi postupci čine kao izdaja. Do stvarna raskola Čiste stranke prava, na frankovce i milinovce (prema njihovom vođi Mili Starčeviću), dolazi 1908. godine. Milinovci se nazivaju još i starčevićanci, a oblikuju se kao nova stranka: Starčevićeva stranka prava. Oni su uskoro najavili pravi povratak Starčeviću. Frank pak, u želji da ugodi velikoaustrijskim krugovima, zalaže se za rješenje hrvatskog pitanja tako da se hrvatske zemlje, što je uključivalo i Bosnu i Hercegovinu okupe unutar Monarhije kao upravna, a ne državna jedinica. Nakon toga mnogi frankovci napuštaju stranku. U sljedećem razdoblju tijekom i nakon aneksije Bosne i Hercegovine, Starčevićeva stranka se konsolidira, dok frankovci otvoreno služe režimu novoga mađaronskog bana, Pavla Raucha. 
Također se na Starčevićevim osnovama 1908. godine ponovo stvara Stranka prava u Dalmaciji, u koju se uključuje i dalmatinska Čista stranka prava.
U međuvremenu nastaje i Hrvatska kršćansko-socijalna stranka prava (1906.), kao oblik političkoga katolicizma u Banskoj Hrvatskoj, na pravaškim osnovama i Starčevićevim načelima. Čista stranka prava se nalazi u teškom položaju, pa odluči "utopiti" se u Kršćansko-socijalnu stranku prava (1910.). Poslije Frankove smrti (1911.), konačno se stvaraju uvjeti za ujedinjenje istinskih pravaša, do čega dolazi odmah. Novoj zajedničkoj stranci, nazvanoj Svepravaška organizacija, pristupaju gotovo sve pravaške stranke: Starčevićeva stranka prava i Hrvatska kršćansko-socijalna stranka prava iz Banske Hrvatske, Stranka prava iz Dalmacije, istarski pravaši te Hrvatska katolička udruga i Hrvatska narodna zajednica iz Bosne i Hercegovine, osim koalicionaške Hrvatske stranke prava. Za predsjednika je izabran Mile Starčević te je odmah proglašeno da unutar stranke glavnu riječ ima starčevićanska struja.
Ponovo ujedinjena Stranka prava dobiva najviše glasova na izborima 1911. te taj rezultat dovodi novog bana, Slavka Cuvaja, a s njim dolazi apsolutizam. Pravaši traže sjedinjenje cijele Hrvatske, ali od Franje Josipa ne dobivaju nikakva odgovora. Tijekom 1912. trebalo je srediti odnose između Svepravaške organizacije i Sveslovenske pučke stranke radi stvaranja zajedničkog nastupa. Do sastanka je došlo u Beču te je dogovoreno da su Hrvati i Slovenci jedan narod i da Sveslovenska pučka stranka prihvaća program Stranke prava. 
No ubrzo nakon toga Svepravaška organizacija bila je pred razbijanjem od strane režima, jer je ocijenjeno da sjedinjenje Hrvatske niti trijalizam ne dolaze u obzir. Razbijanju su pogodovale unutarnje napetosti. Nakon raspada, 1913. godine, pojedine sastavnice su opet samostalne stranke: Starčevićeva stranka prava, Čista stranka prava, Kršćansko-socijalna stranka prava i ostale, izvan Banske Hrvatske.

## U jugoslavenskoj monarhiji
Starčevićanci u razdoblju Prvoga svjetskog rata teže rješavanju hrvatske sudbine „bez skrbnika“. Međutim poslije smrti Mile Starčevića, 1917., pošli su putem koji je trebao rezultirati novom jugoslavenskom državom. Kormilo stranke naslijedio je Ante Pavelić (stariji). Hrvatski sabor formalno je proglasio prekid svake državno-pravne sveze Hrvatske, Slavonije i Dalmacije s Austrijom (29. listopada 1918.) te pristup Državi Slovenaca, Hrvata i Srba. Narodnom vijeću priznao je vrhovnu vlast. Isti dan raspuštena je Hrvatska stranka prava, jer je "ostvarila svoj program". Iako su se u raspravama o ujedinjenju Starčevićanci pozivali na hrvatsku državnopravnu tradiciju, Ante Pavelić st. je čak bio u odboru koji je izradio prijedlog da se ujedinjenje odmah provede i naputke za izaslanstvo koje je imalo poći u Beograd i zahtijevati da ustavotvorna skupština odluči o uređenju države. Sam Pavelić predvodio je to izaslanstvo kad je regent Aleksandar 1. prosinca 1918. proglasio ujedinjenje, što je označilo i kraj većeg utjecaja pravaša na politički život, a ulogu nacionalne integracijske ideologije u novim državnim okvirima preuzela je Hrvatska pučka seljačka stranka Stjepana Radića. 
Starčevićanci se 1919. uključuju u novu stranku – Hrvatsku zajednicu. Međutim Čista stranka prava odbija se raspustiti, kao što odbija i novo državno ujedinjenje i ustrojstvo. U Zagrebu je, 1. ožujka 1919., godine objavljen Republikanski program, prema kojem se stranka naziva Hrvatska stranka prava, a potpisali su ga predsjednik dr. Vladimir Prebeg i tajnik dr. Ante Pavelić (mlađi), kasniji vođa HSP-a. Rad te stranke, kao i svih ostalih za neko vrijeme, bio je zabranjen 6. siječnja 1929., uvođenjem Šestosiječanjske diktature. Jedan od istaknutijih pravaša u tom razdoblju bio je Milan Šufflay koji će 19. veljače 1931. biti ubijen na kućnom pragu, a ubojice, policijski agenti, neće nikad biti uhićeni, već će naći utočište u Beogradu. Na sličan način je 1933. god. ubijeni Ivo Pilar, a 1932. godine je pokušan atentat na Milu Budaka, koji se potom pridružuje Anti Paveliću koji je emigrirao 1929. godine i u inozemstvu organizirao protujugoslavenske Ustaše.

## Pravaštvo i mediji
Od osnutka stranke pravaši su shvatili moć tiskanih medija. Tako su putem tiskovina širili pravašku misao u kojima su budili hrvatsku nacionalnu svijest i poticali ujedinjenje raskomadanih hrvatskih zemalja. Među njima se ističu humoristično- satirične novine Zvekan (list), Hrvatska vila, Sloboda, Hervat/Hervatska, Hrvatski branik, Hrvatska Bosna, Starčevićanac, Hrvatska Hrvatom i drugi.

## Suvremeno pravaštvo
25. veljače 1990. godine skupina građana pravaških uvjerenja održava u Zagrebu „obnoviteljski sabor“, čime je utemeljena suvremena Hrvatska stranka prava, koja je bila zastupljena u Hrvatskom saboru sve do 2011. Hrvatska čista stranka prava osniva se 1992. godine, a kasnije odjeljivanjem od HSP-a nastaje više političkih stranaka s pravaškim predznakom, od kojih parlamentarni status, 2011. godine, zadobiva jedino Hrvatska stranka prava dr. Ante Starčević.

## Istaknuti članovi
Istaknuti članovi koji su bili odvjetnici bili su Erazmo Barčić (Rijeka), David Starčević (Jastrebarsko), Mijo Tkalčić (Zagreb), Franjo Potočnjak (Sv. Ivan Zelina), Franjo Klaić (Samobor), Jakov Radošević (Velika Gorica), Hinko Hinković (Zagreb) te poslije Josip Frank (Zagreb).

## Vanjske poveznice
- Mladen Kaldana, Kronologija pravaštva (XI.) Arhivirana inačica izvorne stranice od 7. rujna 2012. (Wayback Machine), Politički zatvorenik, br. 239, veljača 2012.